# Ewa Kłobukowska
Ewa Janina Kłobukowska (* 1. října 1946) je bývalá polská atletka, sprinterka, mistryně Evropy v běhu na 100 metrů z roku 1966.

## Sportovní kariéra
Reprezentovala klub Skra Warszawa. V roce 1964 na LOH 1964 v Tokiu v běhu na 4 × 100 m (ve složení: Ewa Kłobukowska, Teresa Ciepły, Irena Kirszensteinová, Halina Górecka) získala zlato, a na 100 m bronz.
V roce 1965 v Praze výkonem 11,1 s získala světové rekordy v atletice. V roce 1966 na Mistrovství Evropy v atletice 1966 v Budapešti získala 2 zlaté medaile (štafeta 4 × 100 m a 100 m) a jednu stříbrnou medaili v běhu na 200 m.
Roku 2011 získala ocenění Řád Polonia Restituta.